# Dommartin-lès-Cuiseaux
Dommartin-lès-Cuiseaux é uma comuna francesa na região administrativa de Borgonha-Franco-Condado, no departamento Saône-et-Loire. Estende-se por uma área de 19 km². Em 2010 a comuna tinha 810 habitantes (densidade: 42,6 hab./km²).